# Amanda Boyden
Pour les articles homonymes, voir Boyden.
Amanda Boyden est une romancière américaine.

## Biographie
Amanda Boyden, née Amanda Buege, fille du poète Bill Buege, est originaire du nord du Minnesota. Elle a grandi à Chicago et Saint-Louis. Elle a étudié dans des ateliers d'écriture (creative writing) à la Nouvelle-Orléans, où elle et son mari, l'écrivain canadien Joseph Boyden, se sont rencontrés. Ils se sont mariés en 1996, ont évacué la ville en août 2005 pour gagner le Canada à la suite de l'ouragan Katrina et y sont ensuite revenus. Ils y sont membres du corps professoral. En plus de l'écriture, Amanda Boyden a été trapéziste. Elle avait sa propre troupe, entièrement féminine, Aerialists.

## Publications
- Pretty Little Dirty, 2006.
- Babylon Rolling, 2008, en français : En attendant Babylone, traduction par Judith Roze et Olivier Colette, éditions Albin Michel, 432 p., 2010.